# Риженко Олексій Олексійович
Олексій Олексійович Риженко (нар. 14 травня 1944 — пом. 21 січня 2018, Севастополь) — український військовик, контрадмірал запасу Військово-морських сил України.

## Життєпис
Народився 14 травня 1944 року в м Херсоні. У 1968 році закінчив Чорноморське ВВМУ ім. П.С. Нахімова.
Закінчив також Вищі спеціальні офіцерські класи ВМФ у 1976 році, Військово-морську академію ім. А.А. Гречко у 1981році, та Військову академію Генерального штабу ім. К.Є. Ворошилова у 1988 році. 
Служив на БПК «Моторний», був старшим помічником командира (1976-1977) та командиром БПК «Очаків» (1977-1979)
У 1982-1984 роках старший офіцер управління БП ЧФ, командир КРУ «Жданов». 
З 1984 до 1986 року — командир 150-ї ОБРК. 
Був начальником штабу 5-й ОПЕСК у 1988-1991 рока.  
У 1991-1993 роках — заступник командувача ТОФ по тилу. 
1993 року Риженко переходить на службу в Військово-морські сили України, які тільки почали створюватись. 
Був біля керма національного флоту в найважчі роки його відродження — з грудня 1993 року до грудня 1995 року — перший заступник командувача — начальник штабу Військово-Морських Сил України, з грудня 1995 протягом року — перший заступник, з 1996 до 1999 року — заступник командувача Військово-Морських Сил України
Після звільнення в запас до 2014 року присвятив себе вихованню і підготовці майбутніх офіцерів українських ВМС в Академії військово-морських сил імені П. С. Нахімова. Після анексії Криму, будучи хворим, залишився у Севастополі, позаяк виникли проблеми з продажем житла.